# Pierre-Luc Brillant
Pour les articles homonymes, voir Brillant.
Pierre-Luc Brillant, né le 29 janvier 1978 à Mont-Saint-Hilaire au Québec est un acteur, musicien et auteur-compositeur-interprète québécois.

## Biographie
On retrouve Pierre-Luc Brillant dès l'âge de 13 ans sur les grands écrans dans le conte pour tous Tirelire, combines et cie. Après avoir cumulé les rôles pour la télévision et le cinéma, il entreprend à 17 ans des études en guitare classique au Conservatoire de musique de Montréal, qu'il complète par un baccalauréat en philosophie à l'Université du Québec à Montréal. Révélé au grand public pour sa performance dans le film C.R.A.Z.Y. de Jean-Marc Vallée, il est mis en nomination aux Jutra 2006 pour le rôle de Raymond Beaulieu. Pierre-Luc Brillant poursuit maintenant une double carrière d'acteur et de musicien, tout en restant engagé politiquement. En plus de ses activités de musicien-compositeur et de chanteur solo, il est membre des groupes Les Batteux-Slaques (formation aux chansons engagées et aux textes acerbes), du collectif d'improvisation musicale Hiatus, et forme depuis 2016 un duo (Comme dans un film) avec sa conjointe Isabelle Blais. En 2023, il publie un album solo de compositions destinées à la guitare classique intitulé Des compositions.
Après avoir fait le saut en politique en 2022 sous la bannière du Parti québécois dans la circonscription de Rosemont, il devient vice-président de l'Union des artistes en avril de l'année suivante.

## Filmographie

### Cinéma
- 1992 : Tirelire, combines et cie de Jean Beaudry : Charles Therrien
- 1992 : La Fenêtre de Monique Champagne : Bernard
- 1997 : Matusalem II : le dernier des Beauchesne de Roger Cantin : Bernard Picard
- 1999 : Souvenirs intimes de Jean Beaudin : Laurel
- 2000 : La Vie après l'amour de Gabriel Pelletier : Patrick Gervais
- 2004 : L'Espérance : Claude
- 2005 : C.R.A.Z.Y. de Jean-Marc Vallée : Raymond Beaulieu
- 2005 : Les Moutons de Jacob de Jean-François Pothier : Pierre-Luc
- 2006 : Délivrez-moi de Denis Chouinard : Marco
- 2007 : Sur la trace d'Igor Rizzi de Noël Mitrani : Michel
- 2007 : Ma fille, mon ange d'Alexis Durant-Brault : Max Bissonette
- 2008 : Les Plus Beaux Yeux du monde de Charlotte Laurier
- 2008 : Borderline de Lyne Charlebois : Michaël Robin
- 2008 : Tout est parfait de Yves-Christian Fournier : Francis
- 2009 : Un ange à la mer de Frédéric Dumont : Pierre
- 2009 : Je me souviens d'André Forcier : Robert Sincennes
- 2009 : Romaine par moins 30 d'Agnès Obadia : Étienne
- 2010 : Les Mots gelés d'Isabelle D'Amours : Charles
- 2010 : Y'en aura pas de facile de Marc-André Lavoie : Lucien
- 2011 : L'Affaire Kate Logan de Noël Mitrani : le témoin
- 2011 : La Run de Demian Fuica : Boutch
- 2012 : La Peur de l'eau de Grabriel Pelletier : Jacques Flaherty
- 2012 : La Mise à l'aveugle de Simon Galiero : Alex
- 2013 : 1er Amour de Guillaume Sylvestre : Karl
- 2013 : Le Démantèlement de Sébastien Pilote : préposé
- 2014 : Antoine et Marie de Jimmy Larouche : Pierre-Luc Bergeron
- 2016 : L'Énergie sombre de Leonardo Fuica : Pierre
- 2018 : Le Nid de David Paradis : Pierre-Luc
- 2018 : La Disparition des lucioles de Sébastien Pilote : Steve, le guitariste
- 2022 : Pas d'chicane dans ma cabane de Sandrine Brodeur-Desrosiers : le père
- 2024 : Ababouiné d'André Forcier : le curé Dazé

### Courts-métrages
- 2007 : Aquarium : Steve Finherty
- 2007 : Amère et marée : Frédéric
- 2008 : Après ma vie
- 2008 : Corps d'argile
- 2009 : Changing Mind : Sébastien Row
- 2009 : Entre deux vols
- 2010 : Un fusil sur la tempe
- 2010 : Catherine
- 2011 : Plus rien ne vouloir
- 2012 : La Belle Province
- 2012 : Aquariums
- 2017 : Mike
- 2019 : Landgraves
- 2022 : BLVD 132
- 2022 : L'Invincible
- 2023 : Wandering Zero

### Télévision
- 1992-1994 : Le Club des 100 watts : Thomas
- 1993-1996 : Zap : Jonathan Rouleau
- 1993 : L'amour avec un grand A (Bye mon grand) : Hugo
- 1993 : Scoop : Éric Bouchard
- 1999 : Les Orphelins de Duplessis: François
- 2000 : Fortier Éric Charest
- 2007-2008 : Nos étés: Bernard Belzile
- 2007-2009 : La Galère: Julien
- 2008 : CA : Guillaume
- 2008-2012 : Tactik Jean-Christophe
- 2011 : Toute la vérité
- 2011-2013 : Comment survivre aux week-ends : Hugo
- 2012 : Il était une fois dans le trouble : Le magicien
- 2012]-2013 : Les Argonautes : Assabal
- 2014 : Mensonges : Hervé
- 2014-2018: Au secours de Béatrice : Olivier-Luc Laveaux
- 2018 : District 31 : Pascal Raymond
- 2019 : Les Invisibles : Pierre-Luc Brillant
- 2020-2021 : L'Échappée (saison 5) : Stéphane Giroux
- 2021 : Bête noire : Steve Rivard
- 2021 : Plan B (saison 3) : Guillaume Raymond
- 2023 : Doute raisonnable (saison 3) : Marc-André Dallaire

## Sur le web
- 2011-2013 : Comment survivre au week-end : Hugo
- 2012 : Hors d'ondes

## Au théâtre
- 2012 : L'opéra de quat'sous: Vandal et Smith
- 2012-2015 : Midsummer: Une pièce et neuf chansons: Bob
- 2015-2016 : Fendre les lacs: Martin
- 2016 : Les Ossements du Connemara: Thomas Henlon

## Comme musicien
- 2003 à aujourd'hui : compositeur guitariste pour la formation de musique actuelle Hiatus
- 2003 à aujourd'hui : auteur-compositeur-interprète et guitariste pour la formation Les Batteux-Slaques
- 2006 : La 1ère relation de Jacques Cartier : composition de la musique originale pour guitare classique
- 2012 : L'Opéra de quat'sous: basse électrique, banjo sous la direction de Bernard Falaise
- 2012-2015 : Midsummer: Une pièce et neuf chansons: composition et arrangements pour la musique originale. Voix, guitare acoustique
- 2016 à aujourd'hui : auteur-compositeur-interprète et guitariste pour la formation Comme dans un film (Isabelle Blais & Pierre-Luc Brillant)
- 2018: Les Moutons de Jacob: participation à la composition de la musique originale en collaboration avec Jean-Marc Pissapia
- 2018 : Le Nid: composition de la musique originale en collaboration avec Francis Rossignol
- 2018 : La Disparition des lucioles: participation à la composition de la musique originale pour guitare

## Discographie
- 2003 : Interland (avec Hiatus)
- 2005 : Zin Zin Zin (avec Les Batteux-Slaques)
- 2006 : Ça sonne le cul (avec Les Batteux-Slaques)
- 2007 : Sans titre (avec Hiatus)
- 2007 : Pierre Étienne Rouillard : Un doigt sur la gâchette
- 2010 : On vient de loin (avec Les Batteux-Slaques)
- 2013 : Midsummer (une pièce et neuf chansons)
- 2016 : Comme dans un film (avec Isabelle Blais)

- 2019 : La lune est passée par ici (avec Comme dans un film)
- 2022 : Flashback (avec Comme dans un film)
- 2023 : Des compositions (pour guitare classique)

## Distinctions

### Nominations
- 2006 : nomination pour le meilleur acteur de soutien dans C.R.A.Z.Y. aux Jutra
- 2019 : nomination pour la meilleure interprétation masculine dans La disparition des lucioles aux gala Iris Québec Cinéma
- 2019 : prix pour la meilleure interprétation masculine dans Le Nid de David Paradis au festival Perceïdes de Percé
- 2020 : Gagnant du prix du meilleur acteur de soutien pour le film Landgraves au Nightmare Film Festival de Colombus (Ohio)